# Ловелл Бейлі
Ловелл Бейлі (англ. Lowell Bailey, 15 липня 1981, Сайлер-Сіті, США) — американський біатлоніст, чемпіон світу 2017 року в індивідуальній гонці, учасник олімпійських ігор 2006, 2010 та 2014 років.

## Виступи на Олімпійських іграх
| Рік  | Місце проведення | ІН | СП | ПЕ | МС | ЕС |
| ---- | ---------------- | -- | -- | -- | -- | -- |
| 2006 | Турин            | 27 | 46 | 48 | —  | 9  |
| 2010 | Ванкувер         | 57 | 36 | 36 | —  | 13 |
| 2014 | Сочі             | 8  | 35 | 38 | 23 | 13 |

## Виступи на Чемпіонатах світу
| Рік  | Місце проведення | ІН | СП | ПЕ | МС | ЕС |
| ---- | ---------------- | -- | -- | -- | -- | -- |
| 2003 | Ханти-Мансійськ  | 45 | 59 | 50 | —  | 17 |
| 2006 | Поклюка          | —  | —  | —  | —  | 18 |
| 2007 | Антерсельва      | 41 | 48 | 50 | —  | 9  |
| 2008 | Естерсунд        | 56 | 61 | —  | —  | 15 |
| 2009 | Пхьончхан        | 22 | 55 | 22 | 18 | 21 |
| 2011 | Ханти-Мансійськ  | 78 | 32 | 45 | —  | 6  |
| 2012 | Рупольдінг       | 38 | 20 | 20 | 25 | 10 |
| 2013 | Нове-Место       | 29 | 32 | 13 | 13 | 12 |
| 2015 | Контіолахті      | 24 | 17 | 36 | 13 | 14 |
| 2016 | Гольменколлен    | 15 | 29 | 36 | 10 | 8  |
| 2017 | Гохфільцен       | 1  | 4  | 6  | 6  | 7  |

## Загальний залік Кубку світу
- 2005–2006 — 82-е місце
- 2006–2007 — 72-е місце
- 2007–2008 — 64-е місце
- 2008–2009 — 51-е місце
- 2009–2010 — 90-е місце
- 2010–2011 — 41-е місце
- 2011–2012 — 14-е місце
- 2012–2013 — 28-е місце
- 2013–2014 — 17-е місце
- 2014–2015 — 30-е місце
- 2015–2016 — 17-е місце

## Виступи на Чемпіонатах Європи
| Рік  | Місце проведення | ІН | СП | ПЕ | МС | ЕС |
| ---- | ---------------- | -- | -- | -- | -- | -- |
| 2000 | Закопане         | 10 | 12 | 16 | —  | 8  |
| 2001 | От-Морьєнн       | 41 | 3  | 3  | —  | 5  |

## Виступи на Чемпіонатах світу серед юніорів
| Рік  | Місце проведення | ІН | СП | ПЕ | МС | ЕС |
| ---- | ---------------- | -- | -- | -- | -- | -- |
| 1999 | Поклюка          | 18 | 40 | 46 | —  | 11 |
| 2000 | Гохфільцен       | 22 | 32 | 22 | —  | 6  |
| 2001 | Ханти-Мансійськ  | 27 | 15 | 11 | —  | 12 |

## Статистика стрільби
| Позиція | Сезон     | Сезон     | Сезон     | Сезон     | Сезон     | Сезон     | Сезон     |
| Позиція | 2005/2006 | 2006/2007 | 2007/2008 | 2008/2009 | 2009/2010 | 2010/2011 | 2011/2012 |
| ------- | --------- | --------- | --------- | --------- | --------- | --------- | --------- |
| Лежачи  | 81 %      | 80 %      | 87 %      | 80 %      | 73 %      | 88 %      | 81 %      |
| Стоячи  | 67 %      | 67 %      | 78 %      | 72 %      | 82 %      | 72 %      | 67 %      |
| Загалом | 74 %      | 73 %      | 83 %      | 76 %      | 78 %      | 80 %      | 74 %      |